# Скумин, Виктор Андреевич
Ви́ктор Андре́евич Ску́мин (30 августа 1948 года, Пензенская область, РСФСР) — советский и российский учёный, общественный деятель, доктор медицинских наук, профессор, президент-основатель Международного общественного Движения «К здоровью через культуру».
Описал кардиопротезный психопатологический симптомокомплекс (синдром Скумина) и синдром невротического фантома соматической болезни, обосновал понятие о "психической составляющей соматического заболевания" и классификацию типов "внутренней картины болезни" у детей и подростков. Автор реабилитационных программ для пациентов с телесной патологией и психическими расстройствами, методики психотренинга.

## Биография

Виктор Скумин, Казань, 1953 год.

### Детство и юность
Родился 30 августа 1948 года в Пензенской области РСФСР в семье офицера МГБ СССР. Отец — Скумин Андрей Никифорович. Мать — Скумина (урождённая Власова) Мария Ивановна. Вскоре после рождения Виктора семья переехала в Казань, куда его отец получил назначение на должность председателя военного трибунала внутренних войск Приволжского военного округа.
В дальнейшем проживал с родителями в Пензе, Челябинске, Петрозаводске и других городах СССР, в которые его отец получал назначение по службе.
В 1973 году окончил с отличием Харьковский национальный медицинский университет. Затем учился в клинической ординатуре в Киеве у академика Н. М. Амосова — известного учёного и поборника здорового образа жизни, а также в аспирантуре на кафедре психотерапии Харьковской медицинской академии последипломного образования.

### Научно-педагогическая карьера

В. А. Скумин. Гималаи, 1995 год.

Профессор В. А. Скумин в Международном центре буддистской медитации.

С 1976 по 1980 годы трудился в Национальном институте сердечно-сосудистой хирургии им. Н. М. Амосова. В 1978 году Виктор Скумин описал неизвестное прежде заболевание под названием «кардиопротезный психопатологический симптомокомплекс». Эта болезнь со временем получила наименование «синдром Скумина».
Обозреватель Российского агентства международной информации РИА Новости С. Петухов в статье «Почему останавливаются искусственные сердца» так охарактеризовал суть исследованной учёным проблемы:
Нашим отечественным учёным Виктором Скуминым описан кардиопротезный психопатологический синдром, вошедший в учебники как «синдром Скумина». Внимание человека постоянно фиксируется на работающем в нём моторчике. В отличие от протезов, например, зубов, и даже рук и ног отвлечь от этого человека просто невозможно. Человек постоянно ждёт: а вдруг моторчик замолкнет? В живом сердце об этом сигнализирует боль. Здесь боли нет и быть не может. В будущем, вероятно, появятся протезы сердца, имитирующие его биение. Но болеть они тоже не будут, а потому синдром Скумина по-прежнему будет довлеть над психикой человека с сердечным протезом.
В 1979 году разработал методику психотренинга для пациентов кардиохирургического профиля, которая впоследствии стала применяться при лечении других заболеваний.
В 1980 году защитил кандидатскую диссертацию на тему «Психотерапия и психопрофилактика в системе реабилитации больных с протезами клапанов сердца».
С 1980 по 1990 годы преподавал психотерапию в Харьковской медицинской академии последипломного образования. В 1986 году описал синдром невротического фантома соматической болезни, обосновал понятие о "психической составляющей соматического заболевания" и классификацию типов "внутренней картины болезни" у детей и подростков.
В 1988 году защитил диссертацию на соискание учёной степени доктора медицинских наук на тему «Пограничные психические расстройства у детей и подростков с хроническими болезнями пищеварительной системы (клиника, систематика, лечение, психопрофилактика)». Защита состоялась в Государственном научном центре социальной и судебной психиатрии им. В. П. Сербского.
В 1990—1994 годах занимал должности профессора кафедры педагогики и психологии, а также профессора кафедры физической культуры и здоровья в Харьковской государственной академии культуры. Разработал и внедрил в программы подготовки социальных педагогов курс «Основы культуры здоровья».
Как утверждают теоретики культуры здоровья проф. О. В. Верхорубова и проф. Н. А. Лобанова,
В соответствии с концепцией учения о культуре здоровья, предложенной В. А. Скуминым (2002), духовная, психическая, физическая культура определяет состояние здоровья человека. А здоровье — духовное, психическое, физическое — служит предпосылкой достижения более высокого уровня культуры.
Согласно исследованию, опубликованному «Медпорталом» в 2015 году, В. А. Скумин включён в «Сборную России по медицине». Эта символическая медицинская команда страны состоит из пятидесяти трёх выдающихся учёных Российской Федерации, Советского Союза и Российской империи.

### Общественная деятельность
В 1994 году В. А. Скумин был избран на должность президента Международного общественного Движения «К здоровью через культуру» (The World Organisation of Culture of Health). Этот пост занимал до 2008 года.
Организация действует в соответствии с зарегистрированным в Министерстве юстиции Российской Федерации Уставом.
Издательством этого общественного Движения выпускаются книги по теоретическим и прикладным аспектам культуры здоровья. Также издаётся журнал «К здоровью через культуру» (ISSN 0204-3440, OCLC 70966742). Его первым главным редактором был Виктор Скумин.

### Критика
Издательская деятельность этой общественной организации квалифицируется в православии как выражающая идеологию Агни-йоги и Нью Эйдж (НЭ):
Идеологию НЭ обслуживают выдающиеся философы современности: Г. Бейтсон, Кент Уилбор, Поль Фейрабенд. На широкую ногу поставлена деятельность по организации и поддержке различных международных организаций, вписывающихся в идеологию НЭ. В России и на Украине действует и ведёт активную издательскую работу Международное движение «К Здоровью через Культуру», базирующееся на учении Агни-йога.
В некоторых научно-популярных статьях, посвящённых воспитанию здорового образа жизни рекомендации даются не с позиций доказательной медицины, а с точки зрения мировоззрения Йоги и Рерихизма.

## Избранная библиография
- Российская государственная библиотека: Скумин Виктор Андреевич.
- Российская национальная библиотека: Виктор Скумин.
- Skumin Victor Andreyevitch. Boundary psychic disfunctions in infants and teenagers suffering from chronic disorders in digestive system (clinical picture, systematism, treatment, psychic prophylaxis). Open Gray (1989).
- The European Library: Виктор Скумин [Victor Skumin].
- US National Library of Medicine: Skumin VA.
- Harvard Library: Skumin, VA.
- Columbia University Libraries: Skumin, V A.
- Центральная Научная Библиотека Харьковского национального университета: Скумин Виктор Андреевич.
- Biblus: Скумин Виктор Андреевич. Архивировано 6 января 2018 года.